# Robert Van de Walle
Robert Van de Walle (Oostende, 20 mei 1954) is een Belgische judoka. Hij nam vijfmaal deel aan de Olympische Spelen en won hierbij in totaal twee medailles. Van de Walle werd eenmaal Olympisch kampioen en driemaal Europees kampioen. 
Op het einde van de jaren '70 bereikt het Belgische judo de wereldtop dankzij Robert Van de Walle, en even later, ook door Ingrid Berghmans.
In de finale van de Olympische Spelen van 1980 in Moskou, haalde Van de Walle het van de Georgiër Khouboulouri in de categorie -95 kg. Vier jaar later in Los Angeles verloor hij in de eerste ronde van de Amerikaan Leo White, door een scheidsrechterlijke dwaling. In 1988 (Seoel) haalde hij een bronzen medaille. In 1992 (Barcelona) nam hij nog deel, maar zonder groot succes.
Daarna was Van de Walle actief als mental coach voor bedrijven, nadat hij eerder in het seizoen 1992-1993 al eens mental coach was bij Sporting Lokeren.
Op 10 juni 2007 behaalde hij de 8ste dan-graad, en in 2021 accepteerde hij zijn promotie tot 9de dan door de Internationale Judo Federatie. Daarmee was hij de derde Vlaming en de zesde Belg die deze graad behaalde; in Vlaanderen gingen enkel Roland Cambier (2015) en Valère Steegmans (2017) hem hierin vooraf. 
Robert Van de Walle is peter van de 24 uur van Snaaskerke, een benefiet ten voordele van revaliderende verkeersslachtoffers.

## Palmares

### Olympische Spelen
- 1976: 17e Montréal - klasse tot 95 kg
- 1980:  Moskou - klasse tot 95 kg
- 1980: 10e Moskou - open klasse
- 1984: 18e Los Angeles - klasse tot 95 kg
- 1988:  Seoel - klasse tot 95 kg
- 1992: 7e Barcelona - klasse tot 95 kg

### Wereldkampioenschappen
- 1979:  Parijs - klasse tot 95 kg
- 1979: 5e Parijs - klasse open klasse
- 1981:  Maastricht - klasse tot 95 kg
- 1981:  Maastricht - open klasse
- 1983:  Moskou - klasse tot 95 kg
- 1983:  Moskou - open klasse
- 1985:  Seoel - klasse tot 95 kg
- 1989:  Belgrado - klasse tot 95 kg

### Europese kampioenschappen
- 1971:  Napoli - klasse tot 85 kg (cadet)
- 1976:  Kiev - klasse tot 93 kg
- 1977:  Ludwigshafen - klasse tot 95 kg
- 1977:  Ludwigshafen - open klasse
- 1978:  Helsinki - klasse tot 95 kg
- 1979:  Brussel - open klasse
- 1979:  Brussel - klasse tot 95 kg
- 1980:  Wenen - klasse tot 95 kg
- 1980:  Wenen - open klasse
- 1981:  Debrecen - klasse tot 95 kg
- 1981: 5e Debrecen - open klasse
- 1983:  Parijs - klasse tot 95 kg
- 1983:  Parijs - open klasse
- 1984:  Luik - klasse tot 95 kg
- 1984:  Luik - open klasse
- 1985:  Hamar - klasse tot 95 kg
- 1986:  Belgrado - klasse tot 95 kg
- 1987:  Parijs - klasse tot 95 kg
- 1988:  Pamplona - klasse tot 95 kg

1972: Sjota Tsjotsjisjvili ·
1976: Kazuhiro Ninomiya ·
1980: Robert Van de Walle ·
1984: Ha Hyoung-zoo ·
1988: Aurélio Miguel ·
1992: Antal Kovács ·
1996: Paweł Nastula ·
2000: Kosei Inoue ·
2004: Ihor Makarov ·
2008: Tuvshinbayar Naidan · 
2012: Tagir Chajboelajev · 
2016: Lukáš Krpálek · 
2020: Aaron Wolf · 
2024: Zelym Kotsoiev
1982 Annie Lambrechts · 1983 Eddy Annys · 1984 Ingrid Berghmans · 1985 niet uitgereikt · 1986 William Van Dijck · 1987 Wim Van Belleghem · 1988 Robert Van de Walle · 1989 niet uitgereikt · 1990 Ulla Werbrouck · 1991 Sabine Appelmans · 1992 Annelies Bredael · 1993 Gella Vandecaveye · 1994 Brigitte Becue · 1995 Fred Deburghgraeve · 1996 Luc Van Lierde · 1997 Stefan Everts · 1998 Sven Nys · 1999 Marleen Renders · 2000 Filip Meirhaeghe · 2001 Kim Clijsters · 2002 Kim Gevaert · 2003 Benny Vansteelant · 2004 Gino De Keersmaeker · 2005 Kathleen Smet · 2006 Tia Hellebaut · 2007 estafetteploeg 4x100m dames · 2008 Kenny De Ketele · 2009 Tom Goegebuer · 2010 Cédric Van Branteghem · 2011 Evi Van Acker · 2012 Hans Van Alphen and Marieke Vervoort · 2013 Frederik Van Lierde · 2014 Bart Swings · 2015 Jaouad Achab · 2016 Peter Genyn · 2017 Seppe Smits · 2018 Nina Derwael · 2019 Emma Meesseman · 2020 niet uitgereikt · 2021 Belgische hockeyploeg (mannen) · 2022 Remco Evenepoel  · 2023 Lotte Kopecky
1928 Louis Crooy en Victor Groenen · 1929 Georges Ronsse · 1930 Hyacinthe Roosen · 1931 René Milhoux en Jules Tacheny · 1933 Jef Scherens · 1934 Union Sint-Gillis · 1935 Arnold de Looz-Corswarem · 1936 Ernest Demuyter · 1937 Joseph Mostert · 1938 Hubert Carton de Wiart · 1939 Henry de Menten de Horne · 1940 Fernande Caroen · 1941 Jan Guilini · 1942 Pol Braekman · 1943 Albert de Ligne · 1944 niet toegekend · 1945 vliegend personeel van de Belgische sectie van de Royal Air Force · 1946 Gaston Reiff · 1947 Micheline Lannoy en Pierre Baugniet · 1948 Etienne Gailly · 1949 Feru Moulin · 1950 Briek Schotte · 1951 Johny Claes en Jacques Ickx · 1952 André Noyelle · 1953 bemanning van het jacht Omoo (zeilsport) · 1954 Adolf Verschueren · 1955 Roger Moens · 1956 Gilberte Thirion · 1957 Jacky Brichant en Philippe Washer · 1958 René Baeten · 1959 Belgische hockeyploeg bij de mannen · 1960 Flory Van Donck · 1961 Rik Van Looy · 1962 Gaston Roelants · 1963 Aureel Vandendriessche · 1964 Joël Robert · 1965 Eerste Jachtwing van de Belgische Luchtmacht · 1966 Raymond Ceulemans · 1967 Ferdinand Bracke en Eddy Merckx · 1968 Jacky Ickx · 1969 Serge Reding · 1970 Freddy Herbrand · 1971 Miel Puttemans · 1972 Karel Lismont · 1973 Roger De Coster · 1974 Paul Van Himst · 1975 Jean-Pierre Burny · 1976 Ivo Van Damme · 1977 Gaston Rahier · 1978 RSC Anderlecht · 1979 Robert Van de Walle · 1980 Belgische voetbalploeg bij de mannen · 1981 Annie Lambrechts · 1982 Ingrid Berghmans · 1983 Eddy Annys · 1984 André Malherbe · 1985 niet toegekend · 1986 William Van Dijck · 1987 Ingrid Lempereur · 1988 Eric Geboers · 1989 Michel Preud'homme · 1990 Jan Ceulemans · 1991 Jean-Michel Saive · 1992 Annelies Bredael · 1993 Vincent Rousseau · 1994 Brigitte Becue · 1995 Frédérik Deburghgraeve · 1996 Johan Museeuw · 1997 Luc Van Lierde · 1998 Ulla Werbrouck · 1999 Gella Vandecaveye · 2000 Joël Smets · 2001 Kim Clijsters en Justine Henin · 2002 Marc Wilmots · 2003 Stefan Everts · 2004 Axel Merckx · 2005 Tom Boonen · 2006 Kim Gevaert en Tia Hellebaut · 2007 4x100m-estafetteploeg voor vrouwen · 2008 niet toegekend · 2009 Philippe Gilbert · 2010 Philippe Le Jeune · 2011 Kevin Borlée · 2012 Evi Van Acker · 2013 Frederik Van Lierde · 2014 Daniel Van Buyten · 2015 4x400m-estafetteploeg voor mannen · 2016 Nafissatou Thiam · 2017 David Goffin · 2018 Nina Derwael · 2019 Belgische hockeyploeg bij de mannen · 2020 Wout van Aert · 2021 Bashir Abdi · 2022 Remco Evenepoel · 2023 Bart Swings · 2024 Lotte Kopecky